# Ludwik Maurycy Slaski

Herb Slaskich Grzymała

Ludwik Maurycy Slaski (ur. 13 września 1856 w Trzebczu Szlacheckim, zm. 1 grudnia 1906 w Konstancji) – poseł do Reichstagu, ziemianin, działacz społeczny i niepodległościowy.

## Życiorys
Urodził się w rodzinie szlacheckiej herbu Grzymała. Był synem Ludwika Romualda Slaskiego, znanego działacza niepodległościowego na Pomorzu, i Heleny Biernawskiej. Ukończył gimnazjum w Chełmnie, później studiował prawo we Wrocławiu, Berlinie i Heidelbergu. W 1884 jego ojciec przekazał mu majątek rodowy w Trzebczu Szlacheckim. W latach 1890–1898 był posłem do Reichstagu. Udzielał się społecznie oraz działał na rzecz odzyskania niepodległości. Wspomagał finansowo Polaków z zaboru austriackiego, których dotknęła klęska nieurodzaju. Pomagał też Polakom, których rugowano przez władze pruskie. Jego syn Jan Slaski był majorem kawalerii oraz senatorem V kadencji II RP, w ofiarą zbrodni katyńskiej zamordowaną w Katyniu. Zmarł 1 grudnia 1906 roku w Konstancji.